# Andriașivka, Berdîciv
Andriașivka (în ucraineană Андріяшівка) este o comună în raionul Berdîciv, regiunea Jîtomîr, Ucraina, formată numai din satul de reședință.
Localitatea face parte din regiunea istorică Volânia, iar după tratatul de pace de la Riga din 1921 a devenit parte a Uniunii Sovietice.

## Demografie
Componența lingvistică a satului Andriașivka
     Ucraineană (99,04%)
     Alte limbi (0,96%)
Conform recensământului din 2001, majoritatea populației satului Andriașivka era vorbitoare de ucraineană (99,04%), existând în minoritate și vorbitori de alte limbi.